# 1886 Lowell
För andra betydelser, se Lowell.
1886 Lowell eller 1949 MP är en asteroid i huvudbältet som upptäcktes den 21 juni 1949 av den amerikanske astronomen Henry L. Giclas vid Lowell-observatoriet. Den är uppkallad efter den amerikanske astronomen Percival Lowell, som grundade Lowell-observatoriet.
Den tillhör asteroidgruppen Eunomia.